# Джвара
Джвара (груз. ჯვარა) — село в Грузии, на территории Тетрицкаройского муниципалитета края (мхаре) Квемо-Картли.

## География
Село находится в юго-восточной части Грузии, на правом берегу реки Асланки (бассейн реки Храми), на расстоянии приблизительно 8 километров (по прямой) к западо-юго-западу от города Тетри-Цкаро, административного центра муниципалитета. Абсолютная высота — 1168 метров над уровнем моря.

## История
До 2015 года село носило название Думаниси.

## Население
По результатам официальной переписи населения 2014 года в Джваре проживало 119 человек (61 мужчина и 58 женщин). В национальной структуре населения грузины составляли 99,2 %, армяне — 0,8 %.
| Год  | Население, человек |
| ---- | ------------------ |
| 2002 | 201                |
| 2014 | ↘ 119              |